# 5 matti in mezzo ai guai
5 matti in mezzo ai guai (La Grande Java) è un film del 1970 diretto da Philippe Clair

## Distribuzione
In molte città della Francia il film è stato distribuito dall'agosto 1970 mentre a Parigi il 13 gennaio 1971.